# Öratjärnen (Torps socken, Medelpad, 691519-152801)
Öratjärnen är en sjö i Ånge kommun i Medelpad och ingår i Ljungans huvudavrinningsområde. Sjön har en area på 0,0741 kvadratkilometer och ligger 347,3 meter över havet. Sjön avvattnas av vattendraget Tingån.

## Delavrinningsområde
Öratjärnen ingår i det delavrinningsområde (691589-152773) som SMHI kallar för Ovan Degelbäcken. Medelhöjden är 361 meter över havet och ytan är 5,22 kvadratkilometer. Det finns inga avrinningsområden uppströms utan avrinningsområdet är högsta punkten. Tingån som avvattnar avrinningsområdet har biflödesordning 3, vilket innebär att vattnet flödar genom totalt 3 vattendrag innan det når havet efter 73 kilometer. Avrinningsområdet består mestadels av skog (90 procent). Avrinningsområdet har 0,07 kvadratkilometer vattenytor vilket ger det en sjöprocent på 1,3 procent.